# Megascops asio
A coruja-do-leste (Megascops asio) é uma pequena espécie de coruja relativamente comum no leste da América do Norte, do México ao Canadá. Esta espécie habita diversos tipos de ambientes florestais em sua área de distribuição e é relativamente adaptável a áreas urbanas e desenvolvidas em comparação com outras corujas. Embora frequentemente viva próxima aos humanos, a coruja-do-leste evita detecção devido a seus hábitos estritamente noturnos.

## Taxonomia
M. asio foi formalmente descrita em 1758 pelo naturalista sueco Carl Linnaeus na décima edição de sua obra Systema Naturae. Ele a classificou junto com outras corujas no gênero Strix e criou o nome binomial Strix asio. Linnaeus baseou sua descrição na "corujinha" descrita e ilustrada pelo naturalista inglês Mark Catesby em seu livro "The Natural History of Carolina, Florida and the Bahama Islands". O epíteto específico é uma palavra do Latim para um tipo de coruja com orelhas. A coruja-do-leste é agora uma das 22 corujas do gênero Megascops, introduzido em 1848 pelo naturalista alemão Johann Kaup.
Cinco subespécies são tipicamente reconhecidas para a coruja-do-leste, mas a taxonomia da espécie é considerada "confusa". Grande parte da variação pode ser considerada clinal, com o tamanho diminuindo de norte a sul e a variação de cor explicada pela adaptação ao habitat.
- M. a. asio (Linnaeus, 1758) inclui raças anteriormente descritas, mas não mais válidas, como M. a. carolinensis, M. a. naevius e M. a. striatus. Residente do leste de Minnesota ao sudoeste de Quebec e sul de Nova Hampshire até Missouri, Tennessee e norte da Carolina do Sul. Apresenta cor dorsal cinza frio; mas o morfo ruivo é comum (~39% da população).[9] As marcações da subespécie nominal são grosseiras e esparsas, com dedos densamente emplumados. Seu canto principal termina em um relincho trêmulo. É uma raça de tamanho médio a grande, com comprimento da corda alar de 14 a 18 cm. As corujas do sul de Ontário estão na extremidade maior da escala, com tamanho semelhante ao das corujas relativamente grandes do Colorado e de Wyoming.[10]

- M. a. maxwelliae (Ridgway, 1877). Inclui M. a. swenki. Residente do centro de Montana, sudeste de Sascachevão e sul de Manitoba até o oeste de Kansas. Similar a M. a. asio, mas com cor dorsal cinza mais claro, ventre mais branco e menos marcado, e morfos ruivos mais pálidos e raros (~7% da população).[9] Com comprimento da corda alar de 15 a 18 cm, é a maior raça em medidas lineares médias.[11] Esta subespécie foi nomeada em homenagem a Martha Maxwell [en] pelo ornitólogo Robert Ridgway da Smithsonian Institution.[12]

- M. a. hasbroucki (Ridgway, 1914). Nome substituto para a anteriormente descrita M. a. trichopsis. Residente desde Oklahoma e sul de Kansas até o planalto de Edwards, no centro do Texas. Similar a M. a. asio, mas com cor dorsal cinza-amarelada, morfo ruivo raro (~5% da população) e marcações grosseiras e densas. Tamanho médio similar às duas primeiras, com corda alar de 14 a 18 cm.

- M. a. mccallii (Cassin, 1854) inclui raças como M. a. enano e M. a. semplei. Residente do sul do Texas (Big Bend até o baixo vale do Rio Grande) e noroeste de Chihuahua e norte de Coahuila até o leste de San Luis Potosí. É uma raça similar a M. a. hasbroucki, mas com marcações finas e densas, o dorso é fortemente mosqueado, e morfos ruivos são raros (e ausentes no sul do Texas). Menor que as raças do norte, com corda alar de 13 a 17 cm. Seu canto principal não tem relincho terminal.

- M. a. floridanus (Ridgway, 1873) reside na Flórida e sul da Geórgia, oeste pelos estados da Costa do Golfo até o oeste da Luisiana e norte no vale do rio Mississippi até o sudeste do Arkansas. Cor dorsal frequentemente marrom-avermelhada (morfo ruivo igualmente comum), com marcações finas e densas. Pode apresentar um "morfo marrom" verdadeiro. É a menor raça, com corda alar de 13 a 16 cm.

## Descrição

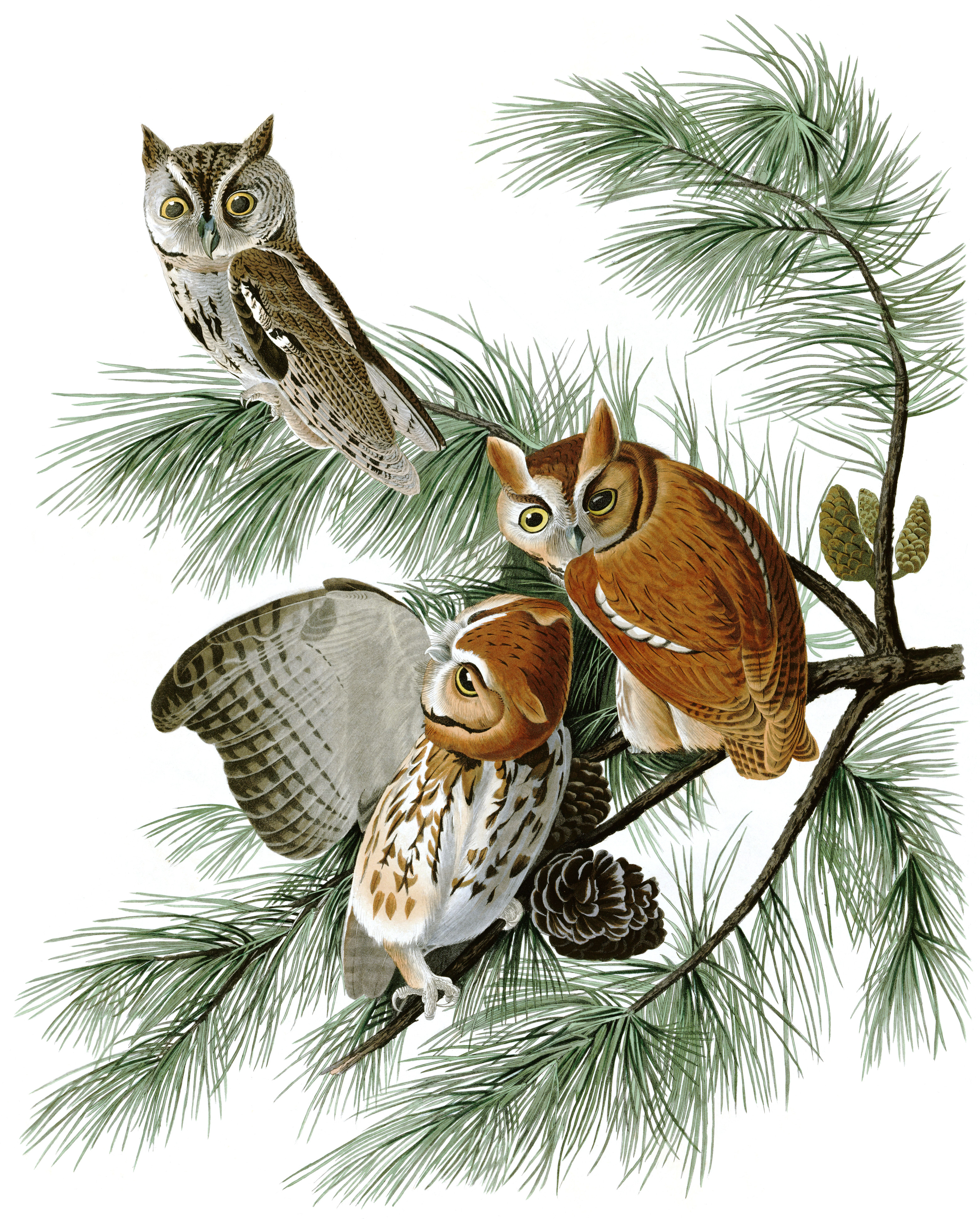
Ilustração da coruja-do-leste por Audubon.

Os adultos variam de 16 a 25 cm de comprimento e pesam de 121 a 244 g. Entre as raças de diferentes tamanhos, o comprimento médio varia de 19,5 a 23,8 cm. A envergadura varia de 46 a 61 cm. Em Ohio, machos pesam em média 166 g e fêmeas 194 g, enquanto no centro do Texas, pesam 157 g e 185 g, respectivamente. Possuem plumagem ruiva ou cinza escura com padrões intrincados e estrias nas partes inferiores. De tamanho médio para padrões do gênero, são robustas, de cauda curta (média de 6,6 a 8,6 cm) e asas largas (corda alar média de 14,5 a 17 cm). Têm cabeça grande e arredondada com tufos auriculares proeminentes, olhos amarelos e bico amarelado, com média de 1,45 cm. As patas são relativamente grandes e poderosas em comparação com grupos próximos de corujas do sul, geralmente emplumadas até os dedos, embora populações do extremo sul tenham cerdas remanescentes. A coruja-do-leste, e sua contraparte ocidental, estão entre as mais pesadas; as maiores corujas Megascops tropicais não as excedem em peso médio ou máximo, mas as superam em comprimento, como a coruja-de-Balsas (M. seductus), corujinha-do-sul (M. sanctaecatarinae), coruja-de-garganta-branca (Otus albogularis) e corujinha-avermelhada (M. ingens), em ordem crescente.

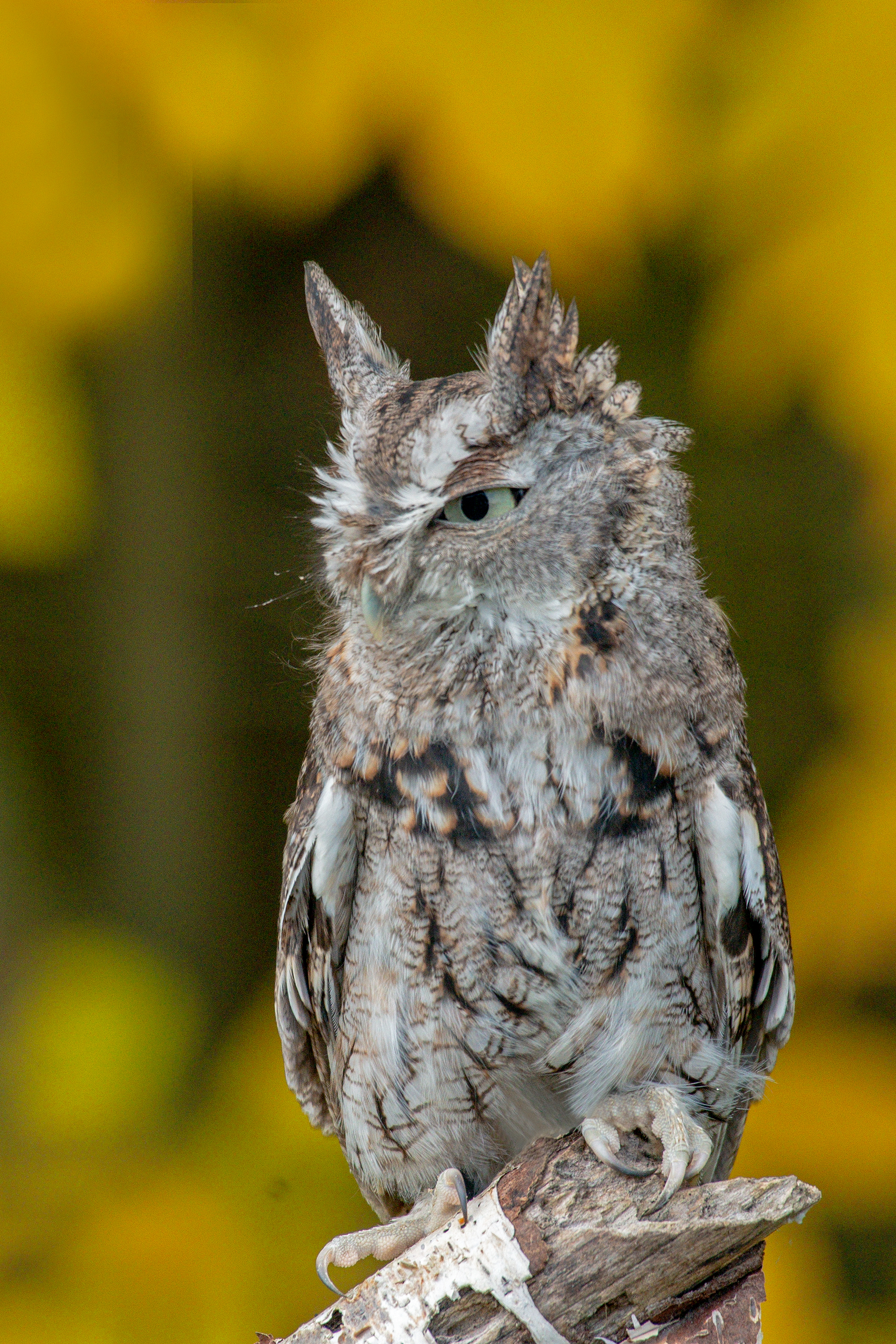
Coruja-do-leste (de morfo cinza) no Canadá

Duas variações de cor, chamadas de "morfos ruivos ou avermelhados" e "morfos cinza" por observadores de aves e ornitólogos. Aves ruivas são mais comuns no sul da distribuição; mas pares dos dois morfos ocorrem. O morfo cinza oferece camuflagem eficaz entre a casca de árvores decíduas, enquanto os morfos ruivos se camuflam em pinheiros e folhagens coloridas de árvores decíduas em mudança. A maior porcentagem de morfos ruivos é conhecida em Tennessee (79% da população) e Illinois (78% da população). Um raro "morfo marrom" é conhecido, registrado exclusivamente no sul (ex.: Flórida), possivelmente resultado de hibridização entre morfos. Na Flórida, morfos marrons são relatados em áreas mais úmidas, estando geralmente ausentes no norte e noroeste do estado. Uma variação cinza mais clara (quase esbranquiçada) existe no oeste do Canadá e no centro-norte dos Estados Unidos.

### Confusão com outras espécies
Na coruja-do-oeste (M. kennicottii), não há morfos de cor; todas as corujas são cinza. Além da coloração, a coruja-do-oeste tem aparência e tamanho quase idênticos aos da coruja-do-leste. A única característica distintiva confiável é a cor do bico, mais escura (geralmente cinza-preto) na do oeste e amarelo-oliva na do leste; suas vozes também diferem. As corujas-do-leste e ocidentais sobrepõem-se no vale do rio Grande na fronteira Texas–México e nas florestas ribeirinhas do tributário rio Cimarron do rio Arkansas no sul das Grandes Planícies.
Outras espécies semelhantes que podem se aproximar da distribuição da coruja-do-leste no oeste e sul, como a corujinha-da-guatemala (M. guatemalae), corujinha-bigoduda (M. trichopsis) e o pequeno Psiloscops flammeolus, são distinguidas por tamanhos corporais e de patas menores, padrões de estrias no peito diferentes (mais marcadas na de bigodes, mais fracas nas outras), coloração das partes nuas e vozes distintas. Em grande parte do leste dos Estados Unidos, as corujas-do-leste são fisicamente inconfundíveis, pois outras corujas com tufos auriculares são maiores e de cores diferentes, e a única outra coruja pequena, a coruja-serra-afiada (Aegolius acadius), é menor, sem tufos auriculares, com disco facial mais definido e coloração mais marrom.

### Polimorfismo de plumagem
As corujas-do-leste apresentam polimorfismo semelhante ao da coruja-do-mato-europeia, com plumagem variando de ruivo a cinza. A herança de morfos em corujas é provavelmente complexa, mas a plumagem ruiva pode ser controlada por um alelo dominante, enquanto os alelos de plumagem cinza são recessivos. Há variações latitudinais no polimorfismo, com latitudes do norte contendo majoritariamente indivíduos cinza e latitudes do sul com mais indivíduos ruivos. Essa tendência pode ser impulsionada por taxas metabólicas mais altas em indivíduos ruivos. Evidências de taxas metabólicas mais altas foram observadas em uma maior proporção de morfos cinza em áreas rurais ao redor de Waco, TX, em comparação com áreas suburbanas mais quentes. Corujas ruivas também apresentaram maior mortalidade durante invernos frios.

## Distribuição e habitat

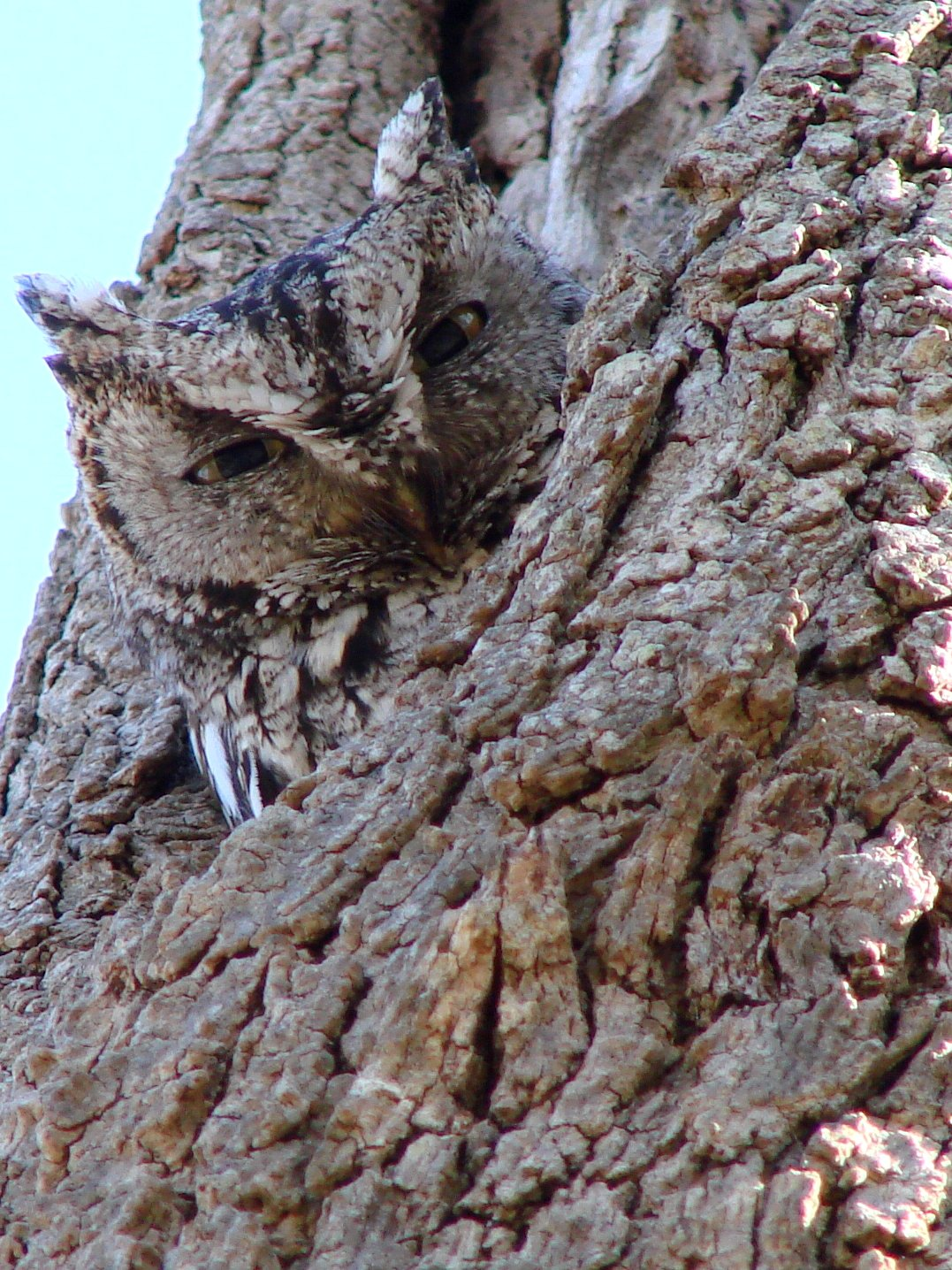
A coruja-do-leste evita detecção durante o dia devido à sua camuflagem eficaz entre a casca de árvores decíduas.

As corujas-do-leste habitam florestas mistas abertas, florestas decíduas, parques, áreas suburbanas arborizadas, florestas ribeirinhas ao longo de rios e pântanos (especialmente em áreas mais secas), pomares maduros e florestas próximas a pântanos, prados e campos. Evitam áreas com atividade regular de corujas maiores, especialmente o mocho-orelhudo (Bubo virginianus). Sua capacidade de viver em áreas altamente desenvolvidas supera até o mocho-orelhudo e a coruja Strix varia; são consideravelmente mais bem-sucedidas em frente ao cenário de urbanização do que as coruja-das-torres (Tyto alba) após a conversão de terras agrícolas.
Devido à introdução de florestas abertas e faixas cultivadas nas Grandes Planícies, a distribuição das corujas-do-leste se expandiu. Foram relatadas vivendo e nidificando em locais como ao longo de rodovias movimentadas e no topo de postes de luz em praças urbanas. Frequentemente nidificam em árvores de bairros e quintais urbanos. Em ambientes urbanos, suas necessidades alimentares são supridas por espécies introduzidas, como o pardal-doméstico (Passer domesticus) e o rato-doméstico (Mus musculus). Também consomem lagartixas e insetos grandes, como cigarras.
Ocupam a maior variedade de habitats de qualquer coruja a leste das Montanhas Rochosas. Descansam principalmente em cavidades naturais em árvores grandes, incluindo cavidades abertas ao céu em tempo seco. Em áreas suburbanas e rurais, podem descansar em locais artificiais, como atrás de tábuas soltas em edifícios, vagões ou tanques de água. Também descansam em folhagens densas de árvores, geralmente em um galho próximo ao tronco, ou em arbustos densos. Sua distribuição é amplamente coincidente com florestas decíduas do leste, provavelmente interrompida nas Montanhas Rochosas a oeste e no norte do México ao sul, devido à ocupação de nichos semelhantes por outras corujas Megascops, e no início da taiga por causa de pequenas corujas como o mocho-funéreo  (Aegolius funereus). M. asio pode ser encontrada do nível do mar até 1400 m nas Montanhas Rochosas orientais e até 1500 m nas montanhas Sierra Madre Oriental, embora seus limites de altitude  nos Apalaches, no coração de sua distribuição, não sejam conhecidos.

## Comportamento
As corujas-do-leste são estritamente noturnas, descansando durante o dia em cavidades ou junto a troncos de árvores. São bastante comuns e frequentemente encontradas em áreas residenciais. No entanto, devido ao seu pequeno tamanho e camuflagem, são mais ouvidas do que vistas. São frequentemente ouvidas chamando à noite, especialmente durante a temporada de reprodução na primavera. Apesar do nome, não emitem verdadeiros gritos. O chamado da coruja-do-leste é um tremolo com qualidade descendente, semelhante a um relincho, como o de um cavalo em miniatura. Também produzem um trinado monótono de 3–5 segundos. Suas vozes são inconfundíveis e diferem notavelmente da coruja-do-oeste. A natureza lúgubre de seu chamado foi descrita como "uma canção de cemitério solene, a consolação mútua de amantes suicidas lembrando as dores e delícias do amor sobrenatural nos bosques infernais..."

### Reprodução

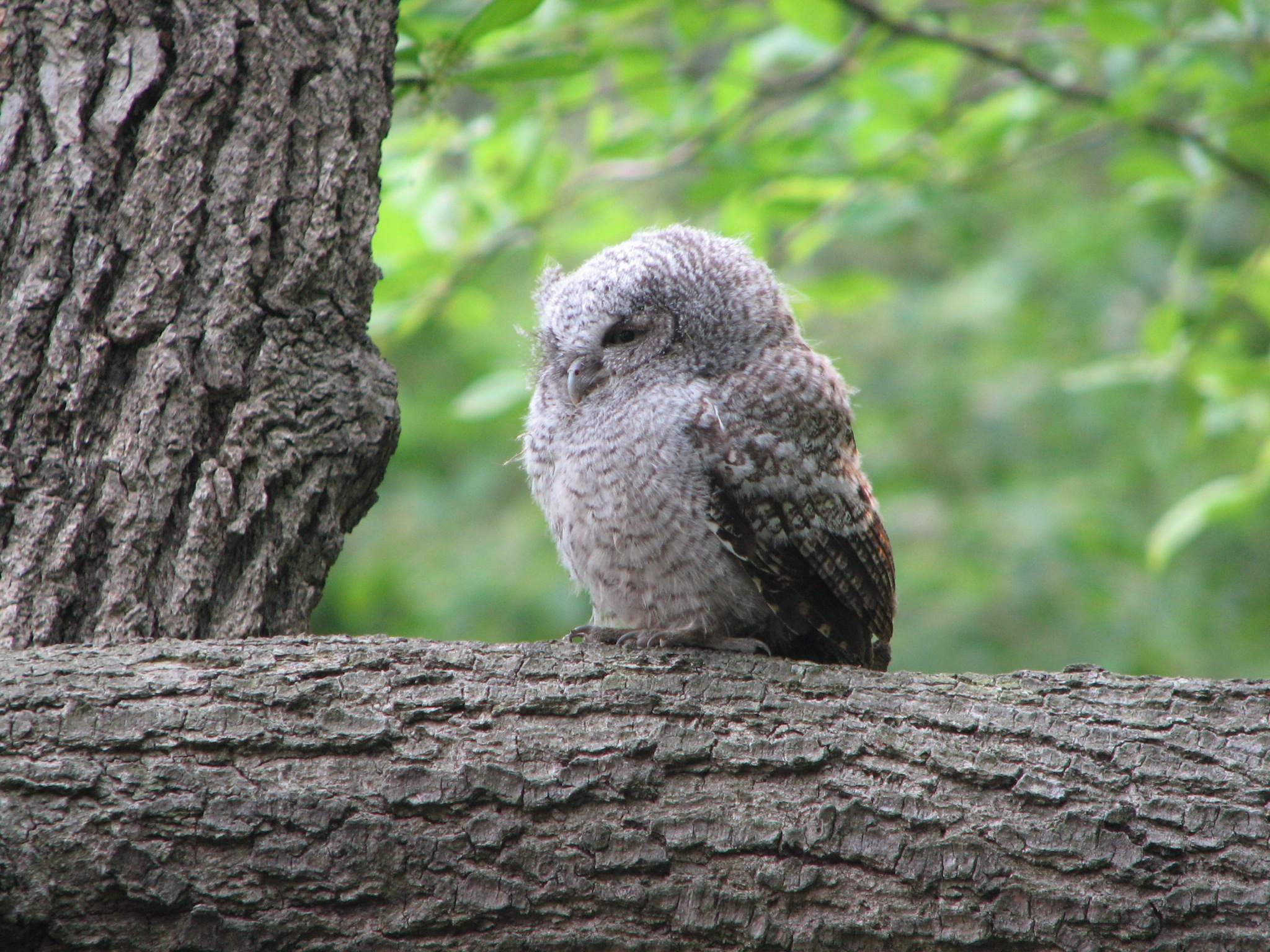
Indivíduo juvenil da coruja-do-leste.

Seu habitat de reprodução são florestas decíduas ou mistas no leste da América do Norte. Geralmente solitárias, nidificam em cavidades de árvores, naturais ou escavadas por pica-paus. As cavidades devem ter uma entrada de 7 a 20 cm para acomodá-las. Geralmente, só se encaixam em buracos escavados por pica-pau-mosqueado (Colaptes auratus) ou pica-pau-grande (Dryocopus pileatus), pois os buracos do pica-pau-de-barriga-vermelha (Melanerpes carolinensis [en]) são pequenos demais. Pomares, com árvores com fendas e buracos e ratos-do-campos (Microtus pennsylvanicus [en]), uma presa favorita, são habitats de nidificação preferidos.
Também usam caixas de nidificação instaladas por humanos. Embora algumas caixas sejam destinadas a corujas-orelhudas, elas também ocupam caixas destinadas a outras espécies, como pato-carolino (Aix sponsa), andorinha Progne subis [en] e pombo-doméstico (Columba livia), ocasionalmente matando e consumindo as duas últimas ao tomar a caixa. Um estudo de 9 anos comparando o sucesso reprodutivo em cavidades naturais e caixas mostrou taxas de emplumação semelhantes, embora em alguns anos as cavidades naturais tenham tido até 10% mais sucesso. Dependendo da origem do buraco, os ninhos foram registrados de 1,5 a 25 m do solo. Como todas as corujas, não constroem ninhos; as fêmeas depositam ovos diretamente no chão da cavidade ou sobre uma camada de pelos e penas de refeições anteriores. Casais reprodutores frequentemente retornam ao mesmo ninho ano após ano.
A postura dos ovos começa cerca de dois meses após os mochos-orelhudos e duas semanas antes do falcão-americano (Falco sparverius), geralmente em abril. Os ovos são postos a cada dois dias, e a incubação começa após o primeiro ovo. Os ovos variam de tamanho conforme o tamanho corporal final, de 36,3 x 30,2 mm nas Montanhas Rochosas do norte a 33,9 x 29,2 mm no sul do Texas. Foram registrados de um a seis ovos por ninhada, com média de 4,4 em Ohio, 3,0 na Flórida e 4,56 no centro-norte dos Estados Unidos. O período de incubação é de cerca de 26 dias, e os filhotes atingem a fase de emplumação em cerca de 31 dias. As fêmeas incubam e chocam a maior parte do tempo, mas os machos ocasionalmente ajudam. Como é típico em corujas, o macho fornece a maior parte da comida enquanto a fêmea choca, estocando alimentos no início da nidificação, embora o macho trabalhe intensamente à noite, pois muitos filhotes dependem de insetos e invertebrados recém-capturados. O menor tamanho do macho o torna mais ágil para capturar insetos e presas rápidas. São de ninhada única, mas podem renidificar se a primeira ninhada for perdida, especialmente no sul de sua distribuição. Quando os filhotes são pequenos, a fêmea despedaça a comida para eles. A fêmea, maior e com ataque mais forte, defende o ninho de ameaças, podendo atacar humanos, às vezes causando ferimentos na cabeça e ombros.

### Hábitos alimentares

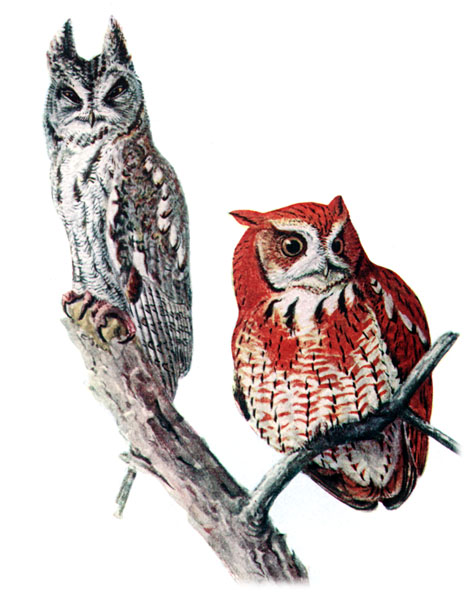
Retrato de morfos cinza e ruivo da coruja-do-leste por Fuertes.

Como a maioria dos predadores, as corujas-do-leste são caçadoras oportunistas. Devido à ferocidade e versatilidade de seu estilo de caça, autores antigos as apelidaram de "gatos selvagens emplumados". Em termos de nicho ecológico, não têm equivalente fácil na Europa, sendo o mocho-galego (Athene noctua) o mais próximo, enquanto o mocho-d'orelhas (Otus scops) é menor e mais fraco e a coruja-pequena (Asio otus) depende mais de roedores. O sucesso das corujas-do-leste (e ocidentais) na América do Norte pode limitar as corujas-pequenas a habitats florestais do norte.
Caçam do crepúsculo ao amanhecer, com a maior parte da caça nas primeiras quatro horas da noite. Usam audição aguçada e visão para localizar presas. Caçam principalmente de poleiros, descendo sobre a presa, mas ocasionalmente varrem copas de árvores em voos breves ou pairam para capturar presas. Caçam em florestas abertas, margens de campos ou pântanos, ou fazem incursões em campos abertos. Quando a presa é avistada, mergulham rapidamente e a capturam com as garras. Presas pequenas são engolidas inteiras no local, enquanto as maiores são levadas no bico para um poleiro e despedaçadas. Tendem a frequentar áreas onde caçaram com sucesso anteriormente. Sua audição é tão aguçada que localizam mamíferos sob vegetação densa ou neve. As orelhas (não os tufos auriculares) são posicionadas assimetricamente na cabeça, permitindo localizar presas pelas diferenças de percepção sonora. As penas das asas são serrilhadas nas pontas, abafando o som do bater de asas, permitindo aproximação silenciosa. Essas características são comuns à maioria das corujas para caçar na escuridão.
Durante a temporada de reprodução, insetos grandes são predominantes na dieta, com invertebrados compondo mais da metade da alimentação. Insetos regularmente consumidos incluem besouros, mariposas, grilos, gafanhotos, esperanças, e cigarras, embora provavelmente consumam qualquer inseto voador comum. Também capturam lagostins, caracóis, aranhas, minhocas, escorpiões, sanguessugas, diplópodes e quilópodes.
Pequenos mamíferos, de musaranhos a filhotes de coelhos (Sylvilagus ssp.), são presas regulares e tornam-se a principal comida no inverno. Roedores pequenos, como roedores microtinos e ratos, representam cerca de 67% dos mamíferos capturados, embora roedores de peso semelhante, como ratazanas e esquilos, especialmente o esquilo-vermelho-americano (Tamiasciurus hudsonicus), também sejam capturados. Ratos-saltadores (Zapus ssp.), tâmias, toupeiras e morcegos (especialmente o pequeno morcego castanho (Myotis lucifugus [en])) podem ser capturados ocasionalmente.
Pequenas aves como chapims, andorinhas, pardais, tentilhões, tiranídeos, e diversos pássaros-cantores são as presas aviárias mais comuns, geralmente capturadas em poleiros noturnos ou durante migrações noturnas. Em Ohio, as espécies aviárias mais relatadas como presa foram a mariquita-de-asa-amarela (Dendroica coronata) e o pardal-de-garganta-branca (Zonotrichus albicollis). Presas abundantes de aves de médio porte ou passeriformes de grande porte também não são alimentos incomuns, como a rola-carpideira (Zenaida macroura), o pica-pau Dryobates pubescens [en], o pica-pau-mosqueado (Colaptes auratus), o gaio-azul (Cyanocitta cristata), o tordo-americano (Turdus migratorius), o estorninho-malhado (Sturnus vulgaris), a graúna-de-asa-vermelha (Agelaius phoeniceus) e o rabo-de-quilha (Quiscalus quiscula). Presas aviárias maiores, como a codorna americana (Colinus virginianus) e a galinhola-americanas (Scolopax minor), e até mesmo pombos selvagens e o phasianídeo Bonasa umbellus [en], provavelmente jovens ou filhotes, podem ser mais pesadas que as corujas. Mais de 100 espécies de aves já foram registradas como caças da coruja-do-leste.
Irregularmente, pequenos peixes, cobras pequenas (ex.: Heterodon ssp.), lagartos, filhotes de tartaruga-de-casco-mole, pequenos sapos como pererecas e a rã Lithobates pipiens, sapos maiores, salamandras e tritões são predados. Observou-se caça de peixes em buracos de pesca ou rachaduras no gelo durante o inverno. Os peixes mais relatados em Ohio foram o sável-de-papo (Dorosoma cepedianum [en]) e o peixe-sol-verde (Lepomis cyanellus [en]). Há também registros de indivíduos de peixe-gato-cabeçudo-castanho (Ameiurus nebulosus) que foram capturados por M. asio em áreas costeiras no inverno.
De centenas de restos de presas em Ohio, 41% eram mamíferos (23% ratos ou ratazanas), 18% eram aves e 41% eram insetos e outros invertebrados. Durante a temporada de nidificação, 65% dos vertebrados eram aves (~54 espécies), 30% mamíferos (11% ratos-do-campo; 8% rato-doméstico e camundongos do gênero Peromyscus), 3% peixes e menos de 2% répteis e anfíbios. Em Michigan, no inverno, 45–50% eram ratos-do-campo, 45% camundongos-de-patas-brancas e 1–10% aves; no verão, esses números mudaram para 30%, 23% e 19%, com até 28% sendo de lagostins (Cambarus [en] ssp.). Devido às necessidades dos filhotes, consomem menos por dia no verão do que no inverno. Cinco corujas-do-leste capturadas em abril, com média de 160 g em machos e 190 g em fêmeas, ganharam em média 28 g no outono (outubro–dezembro) e 13 g no inverno (janeiro–fevereiro). Em Michigan, consomem cerca de 25% do próprio peso por dia no inverno contra 16% no verão. O peso médio das presas vertebradas em Michigan é 26 g. Em Wisconsin, o peso médio é 28 g. Embora muitas presas insetos pesem frações de grama, as maiores presas, como ratos adultos, pombos, coelhos jovens e aves de caça, podem pesar até 350 g.

### Comportamento urbano/suburbano vs. rural
As corujas-do-leste são conhecidas por viverem próximas aos humanos. Estudos indicam adaptações comportamentais em corujas urbanas e suburbanas em relação às rurais. Pesquisas mostram que corujas suburbanas reproduzem-se de forma semelhante em caixas artificiais e cavidades naturais. Clima, fontes de alimento e presença de predadores impactam os comportamentos. A vida suburbana pode causar envenenamento secundário, colisões com veículos e maior predação e competição com guaxinins, gambás e esquilos.
Pesquisas mostram que machos encontram e defendem dois a três locais de nidificação (artificiais e naturais) como reserva para tentativas fracassadas. Outro estudo constatou que corujas suburbanas têm menos locais alternativos para nidificar devido ao corte de árvores com cavidades, poda ou preenchimento de cavidades com cimento. Locais próximos a casas e com menos arbustos são os mais usados. Corujas mais velhas se habituam mais a distúrbios humanos do que as jovens. Um estudo encontrou ninhadas maiores e datas de emplumação mais precoces em áreas suburbanas de densidade moderada e alta em comparação com áreas de baixa densidade e rurais. Populações urbanas e suburbanas são mais densas e produtivas. Diferenças de habitat impactam os comportamentos de nidificação.
Os hábitos alimentares também variam entre áreas rurais e suburbanas. Um estudo mostrou que a diversidade de presas atinge o pico em áreas suburbanas de baixa densidade. Corujas em locais de baixa densidade consumiram quase o dobro de aves fora da temporada de reprodução em comparação com locais de alta densidade e o triplo em relação a locais rurais. Corujas rurais consumem mais invertebrados e menos lagartas e minhocas. A dieta varia entre temporadas de reprodução e não-reprodução, e agora há mais pesquisas sobre o papel do habitat nos hábitos alimentares.
O clima nas áreas urbanas ou suburbanas e rurais também é diferente, o que, por sua vez, afeta o comportamento da coruja-do-leste. O clima urbano e suburbano é mais quente devido ao efeito de ilhas de calor. Um estudo mostrou que, com o aquecimento do clima suburbano, as corujas começaram a nidificar 4,5 dias mais cedo anualmente. Também havia mais presas aviárias e uma taxa de sucesso de 93% em ninhos anuais. Bebedouros e comedouros em habitats suburbanos foram fatores prováveis para aumentar o sucesso de residência.

## Mortalidade
Embora vivam mais de 20 anos em cativeiro, corujas-do-leste selvagens raramente atingem essa idade. Taxas de mortalidade de filhotes podem chegar a 70% (normalmente bem menores para adultos). Muitas perdas são por predação. Predadores comuns em ninhos incluem o gambá-da-Virgínia (Didelphis virginiana), o vison-americano (Neogale vison), doninhas (Mustela e Neogale sp.), guaxinins (Procyon lotor), bassaricos (Bassariscus astutus), gambás (Mephitis e Spilogale sp.), cobras, corvos (Corvus sp.) e gaios-azuis (Cyanocitta cristata). Esquilos-raposa (Sciurus niger [en]) podem invadir cavidades, destruindo ou consumindo ovos e deslocando as corujas adultas.
Adultos têm menos predadores, mas espécies maiores de corujas, como o mocho-orelhudo (Bubo virginianus), a coruja-barrada (Strix varia), a coruja-pintada (Strix occidentalis), o mocho-pequeno (Asio otus), a coruja-dos-campos (Asio flammeus) e a coruja-das-neves (B. scandianus) podem predá-las. Aves de rapina diurnas, como o gavião-de-cooper (Accipiter cooperii), o tartaranhão-azulado (Circus cyaneus), o bútio-de-cauda-vermelha (Buteo jamaicensis), o bútio-ruivo (Buteo lineatus [en]) e o bútio-patudo (B. lagopus), também as caçam. O mocho-orelhudo é o predador aviário mais prolífico, podendo destruir até 78% de uma população local, mas localmente, gaviões-de-cooper e corujas-barradas são ameaças quase tão sérias. Um caso dramático ilustrou a cadeia alimentar: uma coruja-barrada, examinada após ser baleada na Nova Inglaterra, continha um mocho-pequeno em seu estômago, que continha uma coruja-do-leste em sua barriga.
Todas as outras corujas comuns na área de distribuição dessa espécie também vivem de presas roedoras semelhantes, mas a concorrência direta é obviamente desvantajosa para a coruja-das-torres. Uma exceção é a coruja-serra-afiada, ainda menor, da qual se sabe que a coruja-do-leste se alimenta. Na área rural de Michigan, 9 espécies de corujas e rapinantes diurnas, incluindo a coruja-do-leste, alimentavam-se principalmente das mesmas quatro espécies de roedores dos gêneros Peromyscus e Microtus. Tentativas de nidificação falharam devido a envenenamento por biocida, que causa afinamento de ovos, mas não o prejuízo geral da espécie. Colisões com carros, trens e janelas matam muitas corujas, especialmente ao se alimentarem de roedores ou carniça nas estradas.

### Parasitas
Esta espécie pode ser infectada por parasitas como Plasmodium elongatum [en], P. forresteri e P. gundersi.

## Galeria de imagens

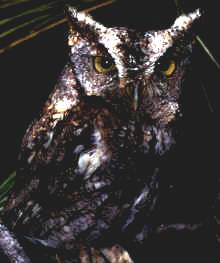
Morfo cinza.
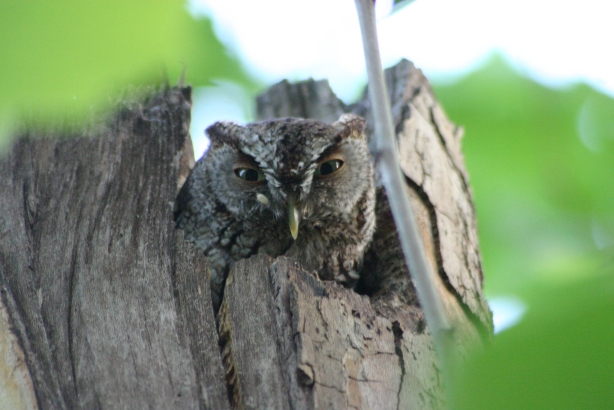
Morfo cinza.
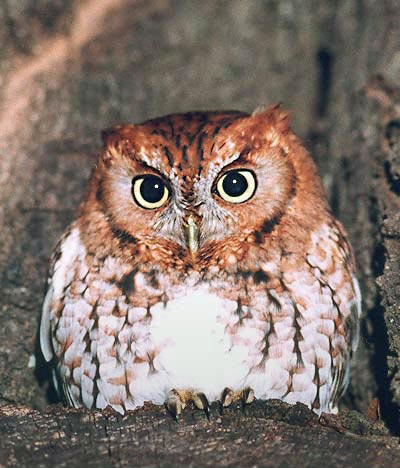
Morfo ruivo.
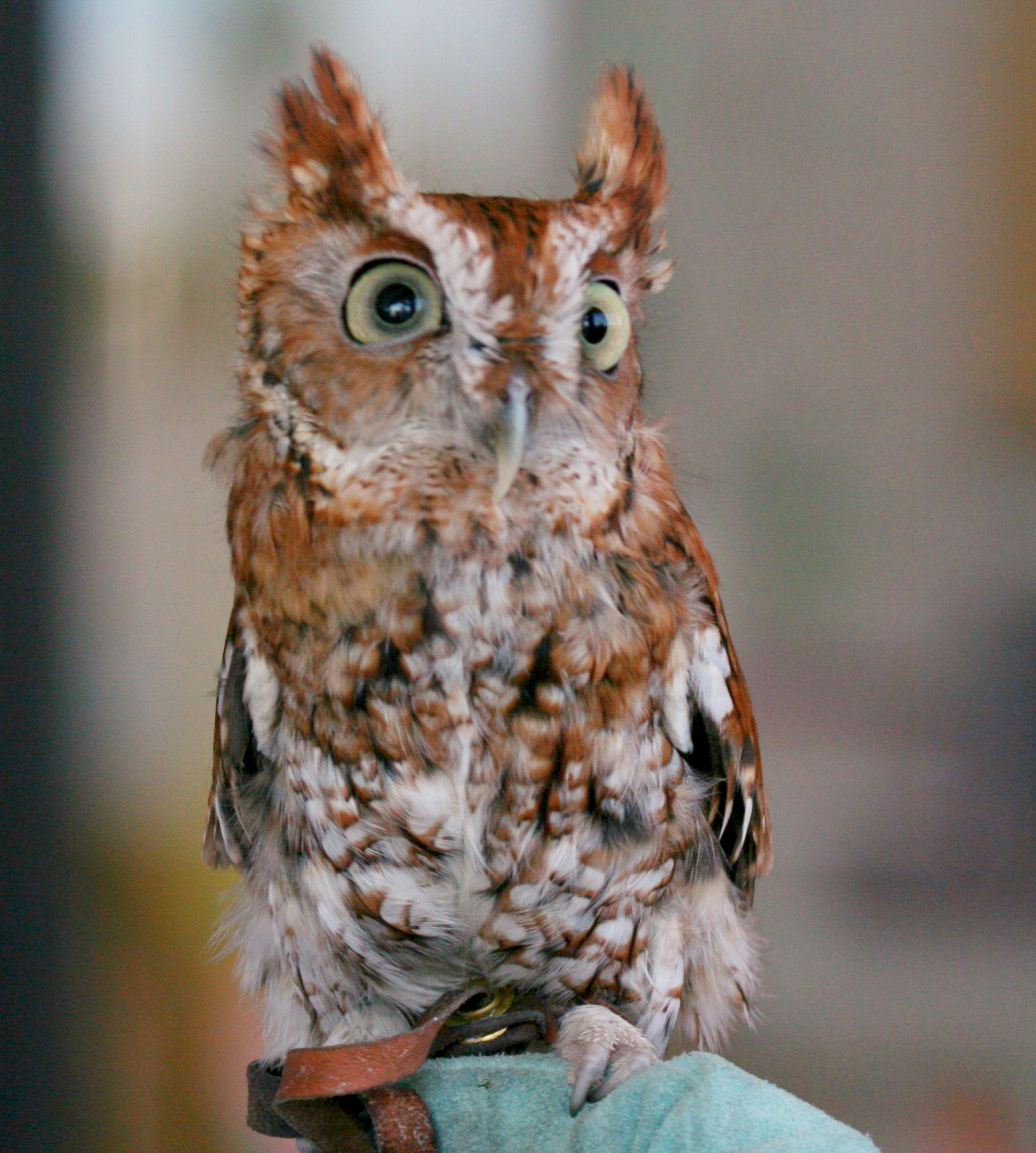
Morfo ruivo.
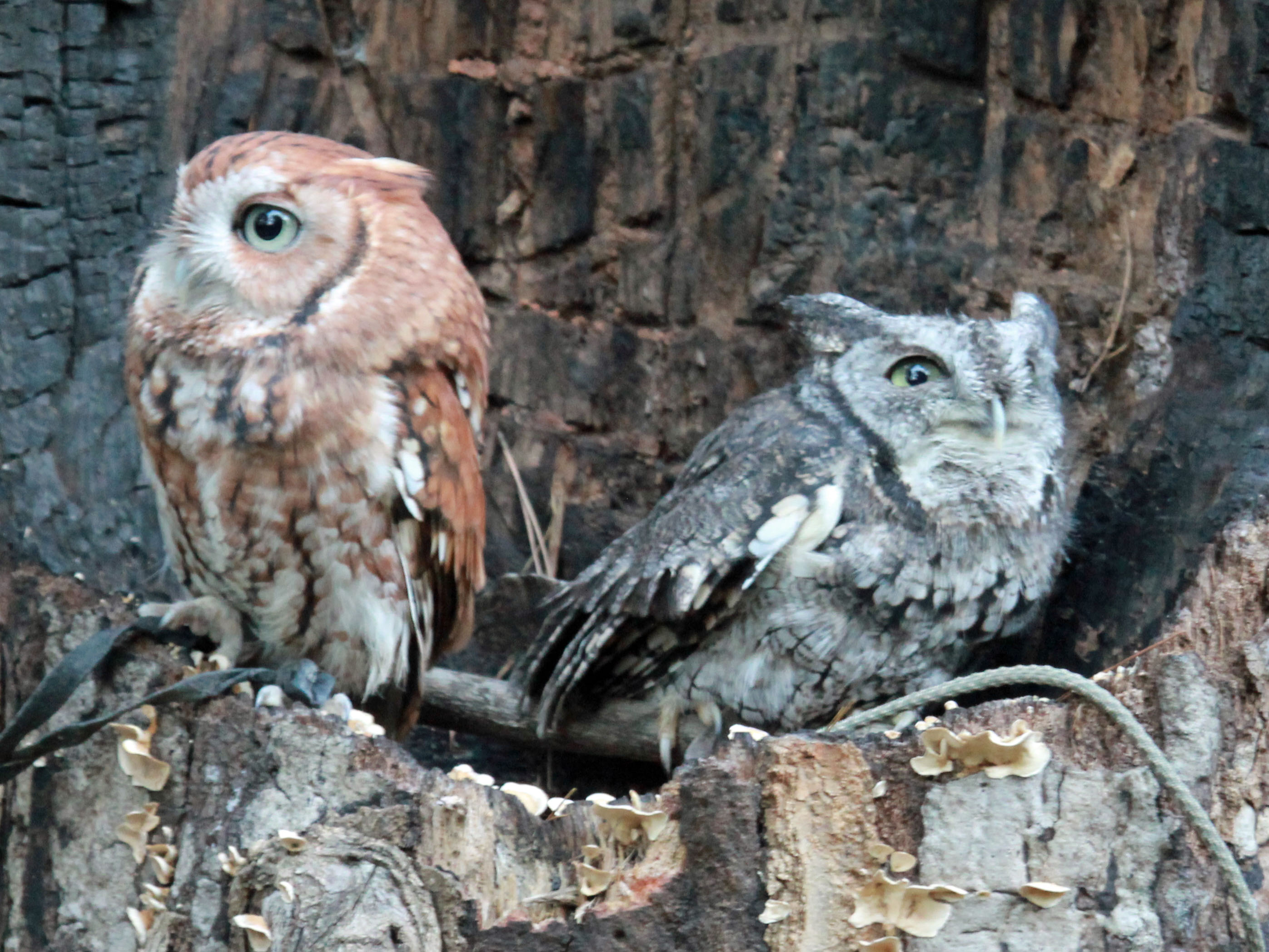
Morfos ruivo e cinza em um centro de rapinantes.
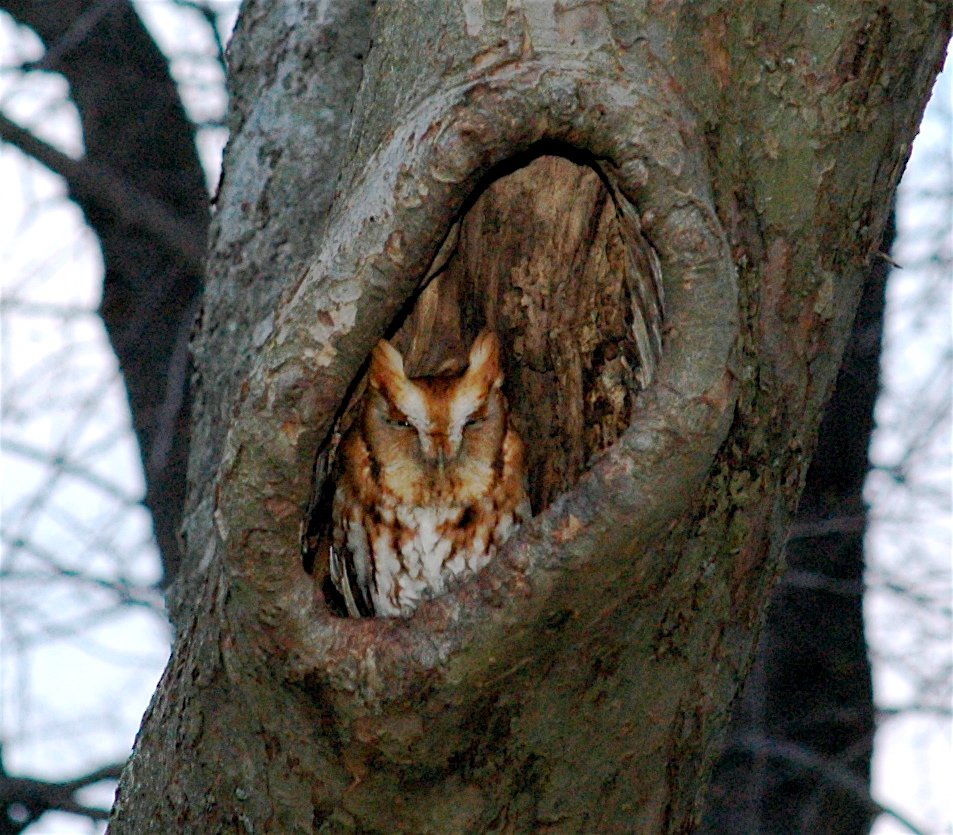
Morfo ruivo.
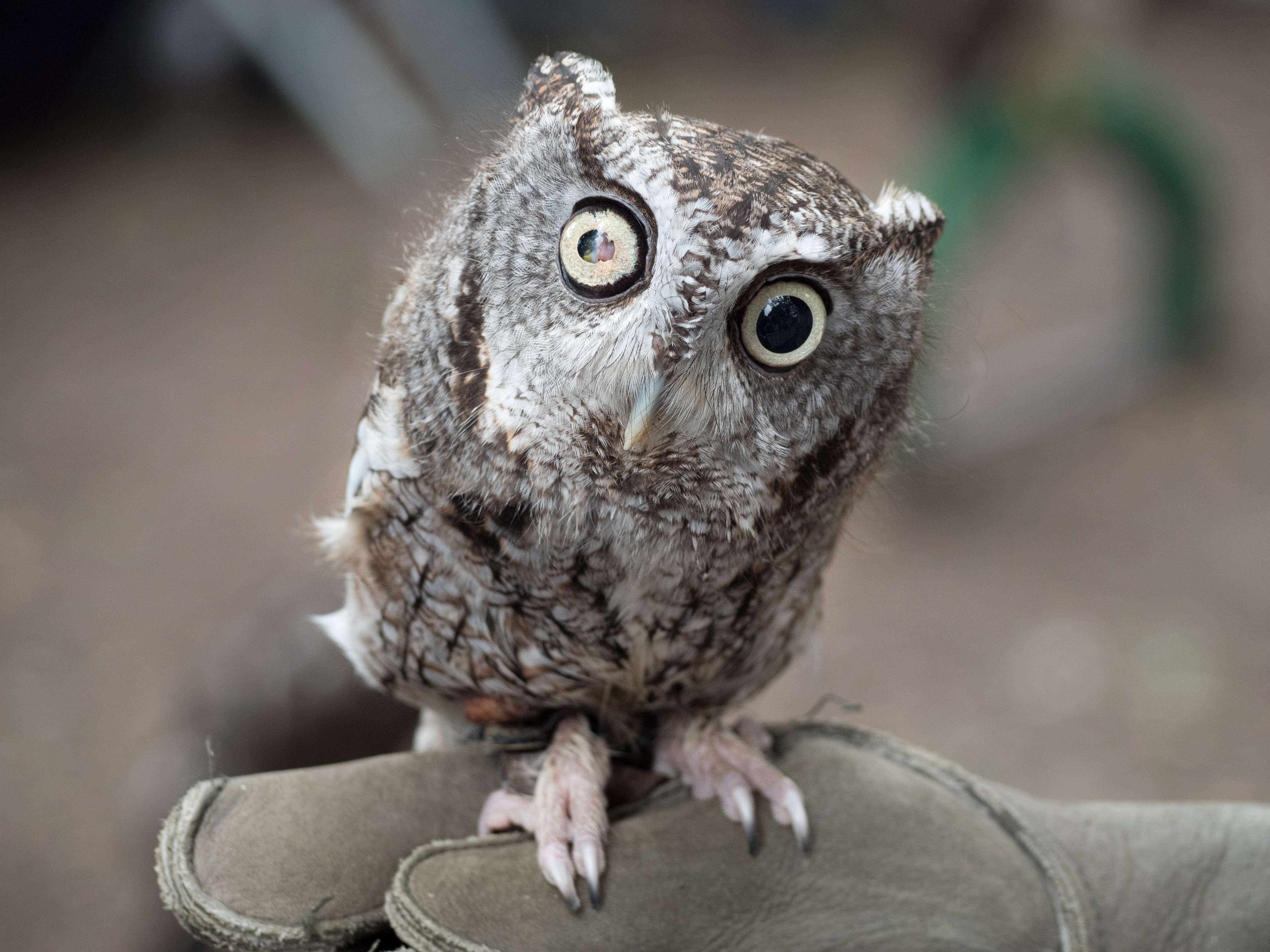
Indivíduo resgatado após lesão ocular.